# IK Пегаса
HD204188 — хімічно пекулярна зоря спектрального класу A5, що має видиму зоряну величину в смузі V приблизно  6,1.
Вона  розташована на відстані близько 150,2 світлових років від Сонця.

## Фізичні характеристики
Зоря HD204188 обертається 
порівняно повільно 
навколо своєї осі. Проєкція її екваторіальної швидкості на промінь зору становить  Vsin(i)= 40км/сек.